# 比菲尔德学术搜索引擎
比菲尔德学术搜索引擎（Bielefeld Academic Search Engine，缩写BASE）是由德国比勒费尔德大学图书馆创建的多学科学术资源搜索引擎:40。该搜索引擎基于Apache Solr和VuFind等开源技术，通过开放存储元数据获取协议（Open Archives Initiative Protocol for Metadata Harvesting，OAI-PMH）收集学术数字资源的元数据，进行规范化处理并索引化，为用户提供统一的学术资源检索平台。

## 历史发展
BASE的开发始于2002年，初衷是为比勒费尔德大学的研究资源提供访问支持。随着项目推进，开发者认识到需要建立一个更全面的搜索引擎，以便用户能够检索到大学外部的学术资源。
2004年，BASE作为原型首次对公众开放测试，允许用户访问期刊、机构知识库、数字馆藏及科学出版物等学术材料。其搜索结果仅限于通过网络公开获取的内容，强调确保科学知识的开放获取。
2007年，该项目获得了德国科学基金会（DFG）的资助，以进一步改进功能和提升性能。此后BASE迅速发展，成为全球规模最大、覆盖范围最广的学术资源搜索引擎之一。

## 功能特点
BASE智能评估并挑选高质量的学术资源，仅收录符合学术质量和相关性要求的文献，同时深入挖掘“底层网页”资源，补充商业搜索引擎未能覆盖的学术内容:41,49。
BASE通过OAI-PMH协议擷取元数据，覆盖机构知识库、数字馆藏及部分精选网站，支持跨学科、多语种资源的检索。提供详细的搜索结果，包括文献数据及其元信息，部分文献显示重用条件及访问权限。用户可以在 BASE中检索文献的元数据和摘要，但大部分文献全文仅限开放获取的资源（约60%），用户如有相应的访问权限则也可访问未提供全文的文献:53。
高级搜索选项支持通过作者、主题、出版年、杜威十进分类法（DDC）、文件类型和语言等维度筛选和排序结果:41。
免费提供API服务，非商业用户可将BASE搜索集成到本地基础设施中，如图书馆目录或元搜索引擎:40,46。

## 技术
BASE 的技术核心是开源搜索软件Lucene和Solr，自2011年起取代了原先的Microsoft FAST搜索引擎技术:50。搜索引擎的索引结构以Dublin Core元数据标准及其扩展为基础，支持用户通过HTTP应用程序接口（API）实现灵活检索:63。

## 数据规模
BASE持续擷取、更新和索引学术资源，每周更新一次数据源内容，并定期对所有内容进行全面重建索引:52。截至2024年，BASE已索引超过10,000 个信息源，包含4亿多份文献数据。
作为开放获取和学术传播的积极推动者，BASE参与了多个相关项目，如欧洲科研数字知识库基础设施计划（Digital Repository Infrastructure Vision for European Research，DRIVER）:40。BASE也成为EBSCO信息服务等商业服务的内容整合来源，为全球学术研究提供了重要支持。